# Deák Antal
Kehidai Deák Antal (született Deák Antal József, Söjtör, 1789. április 15. – Kehida, 1842. június 20.) magyar államférfi, Zala vármegye alispánja 1828. június 8. és 1831. június 20. között, országgyűlési követ, Zala vármegye táblabírája. Deák Ferenc testvérbátyja.

## Élete
A Zala vármegyei nemesi származású kehidai Deák család sarja. Szülei idősebb kehidai Deák Ferenc (1761–1808), és szarvaskendi és óvári Sibrik Erzsébet (1768–1803) voltak. Apai nagyszülei nemes Deák Gábor (1728–1788), táblabíró, édesanyja, hertelendi és vindornyalaki Hertelendy Anna (1743–1803) asszony voltak. Anyai nagyszülei szarvaskendi és óvári Sibrik Antal (1737-1797), Győr vármegye első alispánja, és felsőőri Bertha Klára (1748–1772) úrnő voltak. Deák Antal keresztszülei gróf Kueffstein Ferenc (1750–1800), és Szécsenyi Mária-Terézia (1749–1798) grófné, gróf sárvár-felsővidéki Széchenyi István (1791-1860) nagynénje voltak.
Deák Antalt alig 9 évesen íratták be a kőszegi bencés gimnáziumba. 1798-ban az első, 1799-ben pedig a második grammatikai osztályt is eminens eredménnyel végezte el. 1804 és 1808 között a Győri Királyi Akadémián tanult jogot. Antal 19 éves volt, amikor apja, idősebb Deák Ferenc 1808. január 25.-én meghalt Kehidán. Az árva gyerekek gyámja Hertelendy György lett Zala vármegye közgyűlésének megbízásából.
1809. április 17.-én választották meg Zala vármegye felkelő lovasságának főhadnagyává. Részt vett a győri csatában is János főherceg ezredének tagjaként, ahol egy sortűz során Deák Antal lova megsérült; ő maga pedig a meglőtt ló alá esett, és könnyű lábsérülést szenvedett. Kapitányi rangban fejezte be részvételét az insurrectióban. Mint megyéjének tekintélyes, előkelő földbirtokosa, először Zalát szolgálta a kapornaki járás alszolgabírájáként, tisztség, amelyet 1809. október 1-e és 1817. április 16-a között töltött be. Ezután, ugyanennek a járásnak a főszolgabírája lett 1817. április 15-e és 1821. június 1-je között. Ugyanezen az 1817-ei megyei közgyűlésen Deák Antal a táblabírói esküt is letette; a táblabírói rang a megye elismerését jelentette számára. 1821. május 31.-én „beteges állapotának környűállásai miatt eddig viselt főbírói hivataláról lemondott." Hiábavaló volt a főispáni helyettes, gróf várkonyi Amadé Antal felszólítása, hogy „őtet dicséretesen viselt főbírói hivatalában továbbá is megtartani kívánnák."

## Politikai tevékenysége
Deák Antal lemondásának időszakában kezdődött el a nemesi vármegyék harca a nemzet alkotmányos jogaiért. Az ország legtöbb megyéjének ellenzéki fellépését az uralkodó önkényes rendeletei váltották ki. Az országgyűlés összehívását hosszú évek óta mellőző I. Ferenc 1821. május 4.-én kelt parancsában elrendelte az újoncszedést, majd 1822. augusztus 13.-án a hadiadó ezüstben történő beszedéséről rendelkezett. A rendek minden megyéből feliratban tiltakoztak az udvarnál. Zalában gróf Adamé Antalt bízta meg Ferenc király az ellenállás letörésével. Amadé a rendelkezésére bocsátott két dragonyos osztály tisztjeit a megyei tisztviselőkhöz szállásolta be, és 1823 februárjában felfüggesztette a megye közgyűlésének működését. A megye vezetői végül csak az erőszaknak engedve egyeztek bele a királyi rendeletek végrehajtásába. Ám a zalai ellenzék nem adta fel a küzdelmet. A megye kisgyűlése 1823 augusztusában arra kérte az uralkodót, hogy a halasztást nem tűrő ügyek intézésére engedélyezze a közgyűlések megtartását. Kérelmüknek a király helyt adott, de az engedélyezett közgyűlésen nem hozhatták szóba a vitatott rendeleteket. Amadé 1823. október 29.-re közgyűlést hívott össze. Itt az ellenzék Amadéra támadt. „A közhangulatnak legmelegebb és leghatályosabb szónoka Deák Antal, kehidai birtokos és táblabíró volt, és mit ő jog, igazság, törvény és hazaszeretetről mondott, oly szépen hangzott, és úgy a szög fejére talált, hogy az ékesszóló óvás után a megyei karok és rendek tömegesen megindultak—a teremből ki, az ironkodó-pironkodó Amadé gróf pedig másnap hazafelé." Amadé helyzete már tarthatatlanná vált, a király új főispáni helytartót nevezett ki, Batthyány Imre grófot. Bátor kiállásának elismeréseként Deák Antalt az 1825. augusztus 8.-i közgyűlésen a szeptemberre összehívott országgyűlésre a megye második követévé választották. Deák Antal ezután is tevékenyen vett részt a vármegye közéletében, hogy lemondott hivataláról. Amikor a megye főispánja a tisztújítási rendszabások kidolgozására egy bizottságot nevezett ki, a választmánynak tagja lett Deák Antal is.
1828 és 1831 között Zala vármegye első alispánja volt. Az 1825-27-es a szintén liberális érzelmű mezőszegedi Szegedy Ferenccel (1786–1848) együtt, 1830-as és 1832-es országgyűléseken követ volt, de már 1833-ban visszalépett, midőn is Zala vármegye öccsét, Deák Ferenc Zala vármegye helyettes első alispánját küldte helyébe. Helyettes alispánként, boldogfai Farkas János (1774-1847) táblabíró, lépett Deák Ferenc helyébe. Deák Antal a követtársainak iránta való szeretetét és tiszteletét mutatja azoknak 1833. november 29-én, majdnem minden megyei követ által aláírt bizodalmas kérése, hogy képviselői hivatalát tovább is folytassa, s barátjainak körükből, akik köztük-létét igen nagyra becsülik, ne távozzék. Az egyik követtársa, zalabéri Horváth János (1788-1853), zalai alispán, közeli barátja is volt. Azután elvonultságában falusi gazdálkodásának élt, de nem szűnt meg a megyei gyüléseken a haza és a szabadelvűség és nemzetiség érdekeit szolgálni.
A közteherviselésről így szólt: „ha kivántatik, kész jövedelmének felét ő maga, és kötelesnek tart mindenkit adózni a haza javára, de nem szabad ajánlás, nem adakozás, nem megyei végzés, hanem egyedül a törvény utján”. Szónoki tehetsége, erős ítélete és mindenekfölött hajthatatlan jelleme igen nagy tekintélyt biztosítottak részére az országgyűlésen is, ahol mindig az ellenzék soraiban küzdött, de hevesség és személyeskedés nélkül. Az 1830-as országgyűlés előtt a kormány őt királyi tanácsosi címmel kínálta meg, ő azonban a királyi kegyet nagy köszönettel visszautasította, ami akkortájt is rendkívüli ritkaságszámba ment.  Deák Antalnak sógorához, nyirlaki Tarányi-Oszterhuber Józsefhez írt eredeti országgyűlési levelei elolvashatók az Országgyűlési Könyvtárban: az 1825–1827. évi országgyűlés idejéből 48, 1830-ból 16, az 1832–1833-ból 18 darab levél, összesen 641 oldal maradt fent. Deák Antal a rendi alkotmányt védő, tekintélytisztelő, mérsékelt ellenzéki szemszögéből ítélte meg az alsótáblán helyet foglaló követek, a főrendi tábla világi és egyházi tagjai, valamint a kormányzati tisztségviselők jellemét és tevékenységét; legfontosabb, állandó mércéje a jó, igaz, valódi, tiszta érzésű hazafiság volt. Barátság fűzte Vörösmarty Mihályhoz is. Legnagyobb érdeme azonban nemzetünk körül az a befolyás, melyet nevelésével és példájával öccsére, Ferencre gyakorolt. Elhunyt 1842. június 20-án Kehidán, ugyanitt helyezték örök nyugalomra 1842. június 23-án.